# Monserrat (Buenos Aires)

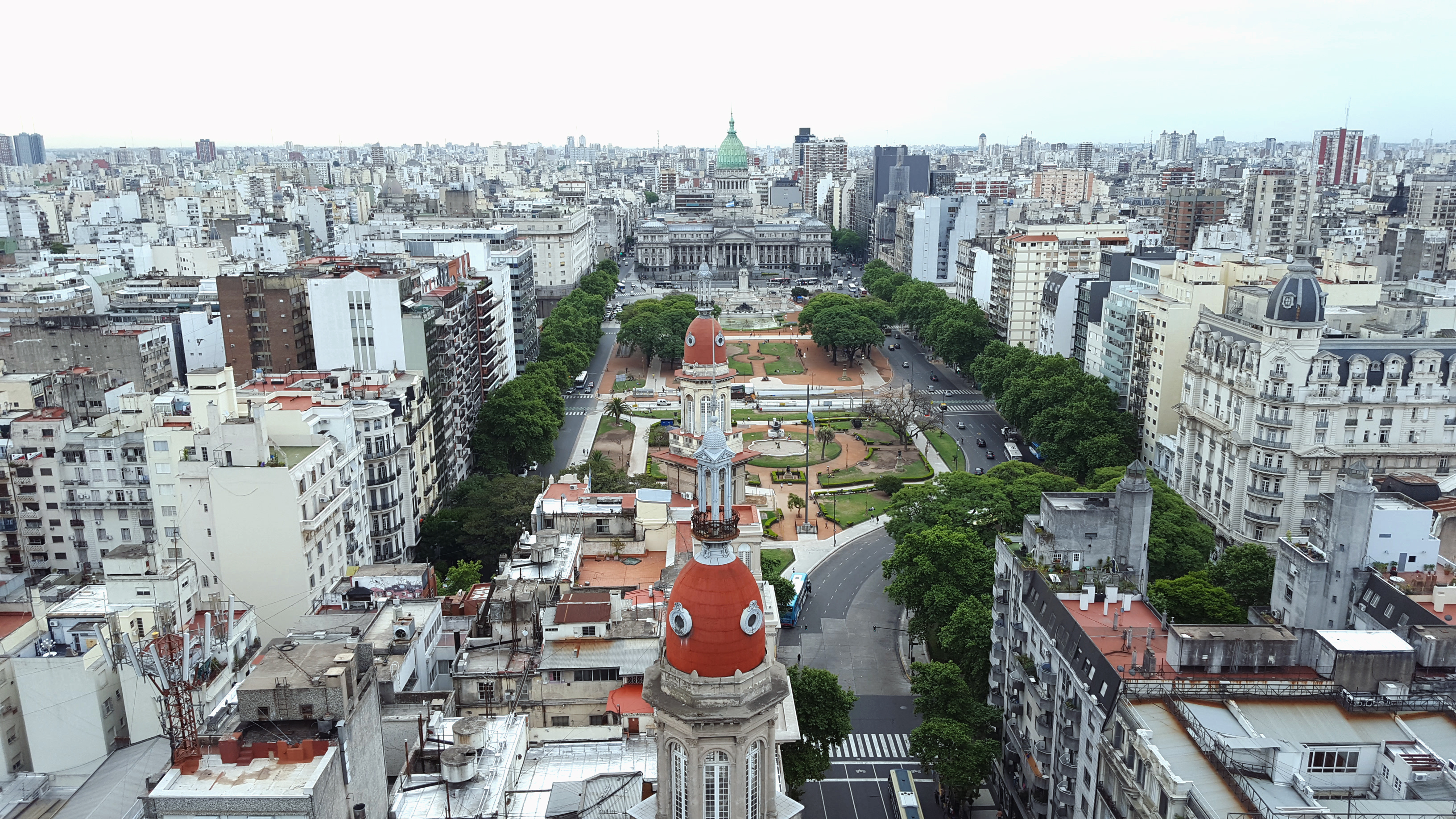
Plaza Congreso, límite noroeste del barrio de Montserrat. Vista desde el Palacio Barolo.

Monserrat o Montserrat es un barrio ubicado en la Comuna 1 de la Ciudad Autónoma de Buenos Aires, más precisamente en el casco histórico de la capital de Argentina. Este barrio posee una población de 39 175 habitantes (Indec, 2001), integrada por 21 270 varones y 17 905 mujeres.
Está comprendido por las calles Av. Rivadavia desde 1799 hasta 1, ramal oeste de la Av. Leandro N. Alem desde 1 hasta 100, Bartolomé Mitre desde 99 a 1, Av. Rosales desde 10 hasta 1, Av. La Rábida norte desde 1 hasta 200, Av. Ingeniero Huergo desde 1 hasta 200, Chile desde 1 hasta 799, Piedras desde 701 hasta 800, Av. Independencia desde 801 hasta 1799 y Av. Entre Ríos desde 799 hasta 1. Limita con los barrios de San Nicolás al norte, Puerto Madero al este, San Telmo y Constitución al sur, y Balvanera al oeste.

## Historia

El mercado de carretas en la Plaza Monserrat, 1840.

En principio fue llamado Montserrat porque alberga en su ejido una iglesia construida en el año 1750 por el arquitecto Antonio Masella a pedido del chacarero catalán Juan Pedro Serra en honor a la Virgen de Montserrat, templo en el que se venera desde esa época una copia de la escultura románica de La Moreneta, virgen del Monasterio de Montserrat, que se encuentra en el macizo montañoso de las afueras de Barcelona, España. Sin embargo, la manera usual de designar al barrio en Buenos Aires es  "Monserrat", sin la "t" intermedia.
En ocasión de realizarse la primera división administrativa del municipio en 1734, el gobernador don Miguel de Salcedo resolvió la creación de unos funcionarios a los que llamó "Comisarios de Barrio" y lo significativo es que en la documentación resguardada en el Cabildo de la Ciudad el nombre de Montserrat no aparece sino que se lo denomina San Juan.
Recién en ocasión de la segunda división administrativa y como consecuencia del aumento de la población comienza a definirse el barrio de la Parroquia de Montserrat.
La nueva división de la ciudad con sus ocho primeros barrios son aprobados por el gobernador el día 3 de octubre de 1769. 
Durante el siglo XVIII y XIX el actual barrio estaba dividido a la altura de la intersección de las actuales calle Piedras y Avenida de Mayo hacia el sur oeste, en tanto hacia el sur este era conocido como Catedral al Sur. A lo largo de esos años además era llamado "Barrio del Tambor" o "Barrio del Mondongo" por la gran cantidad de esclavos negros que vivieron allí.
Recién con la redenominación de los barrios realizados a fines de 1969 por el entonces Intendente Municipal Saturnino Montero Ruiz, el barrio alcanza su conformación actual. 
Desde esa época, la zona más cercana a la Plaza de Mayo reiteradamente es confundida con el barrio de San Telmo. Por tradición, el límite entre los barrios de Montserrat y San Telmo es la calle Chile, por donde circulaba un arroyo hoy entubado (Zanjón de Granados).
En el año 1989 la "Asociación de Fomento Montserrat", la revista barrial "Aquí Montserrat" y el "Instituto Histórico de la Ciudad de Buenos Aires" inician una acción de reconocimiento y rescate del barrio. Así es como enseguida se suman diversas asociaciones vecinales y se crea la "Junta de Estudios Históricos de Montserrat". 
Hasta las postrimerías del siglo XX el barrio Montserrat permaneció desdibujado e ignorado, pero es también cuando a partir de entonces comienza a recuperar posiciones. Desde el año 1997 en adelante, y luego de realizar una serie de intervenciones urbanas como el Programa San Telmo-Montserrat, el Gobierno de la Ciudad de Buenos Aires impulsa y destina recursos para poner en valor y restaurar gran parte del patrimonio urbanístico cultural del casco histórico.

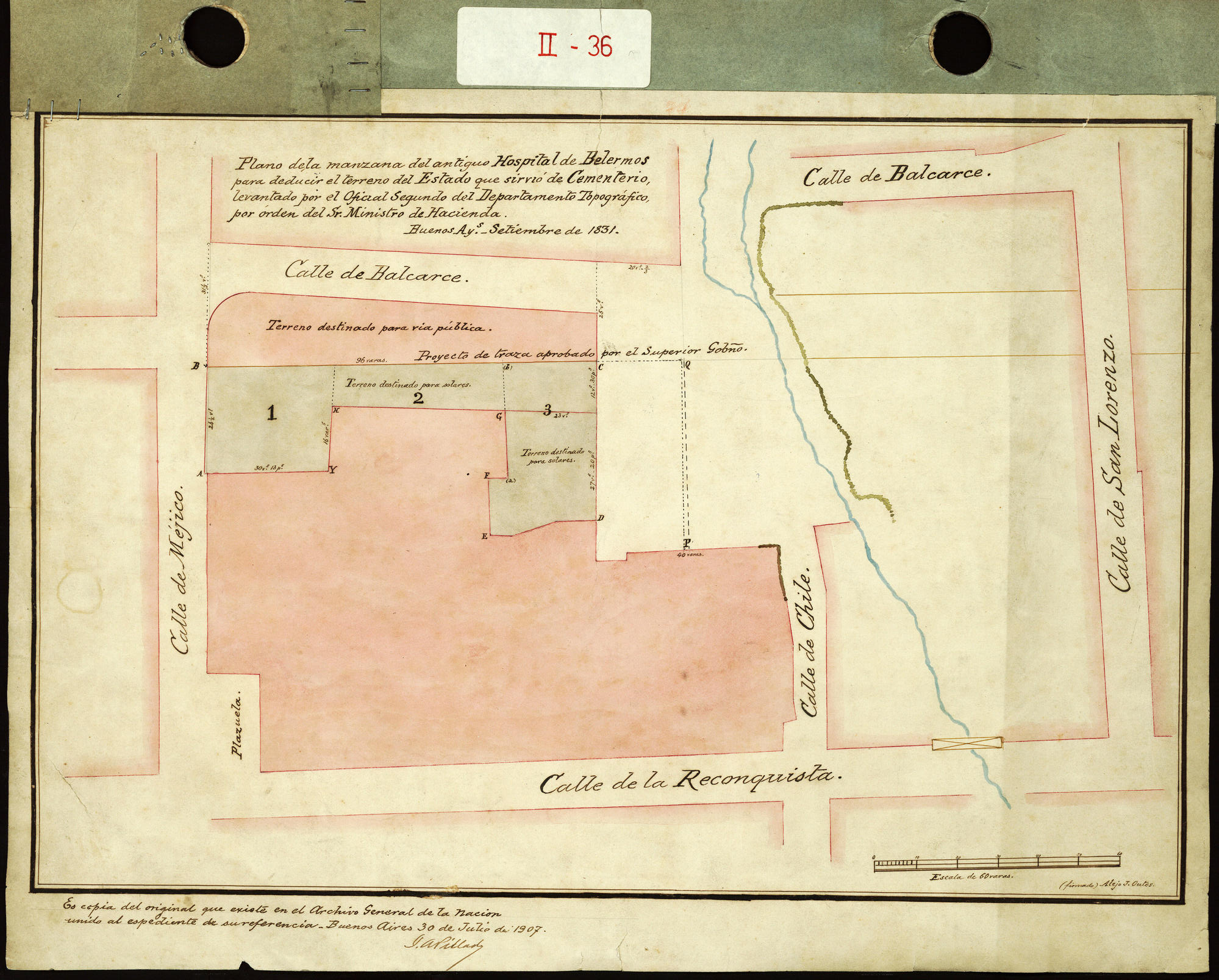
Chile y Defensa (llamada entonces Reconquista) hacia 1830

## Sitios de interés

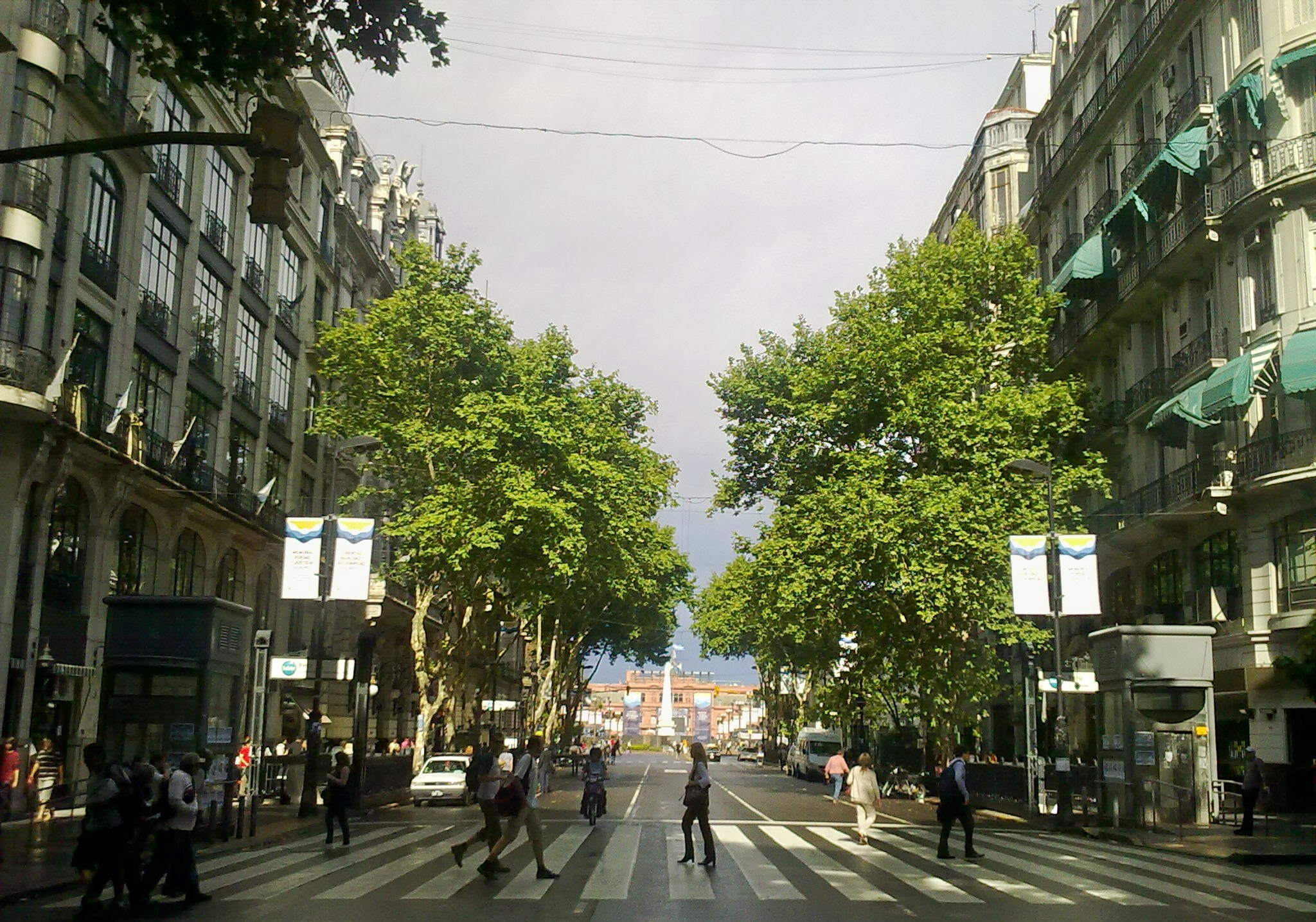
La totalidad de la Avenida de Mayo atraviesa el barrio. Al fondo se ve la Plaza de Mayo y la Casa Rosada

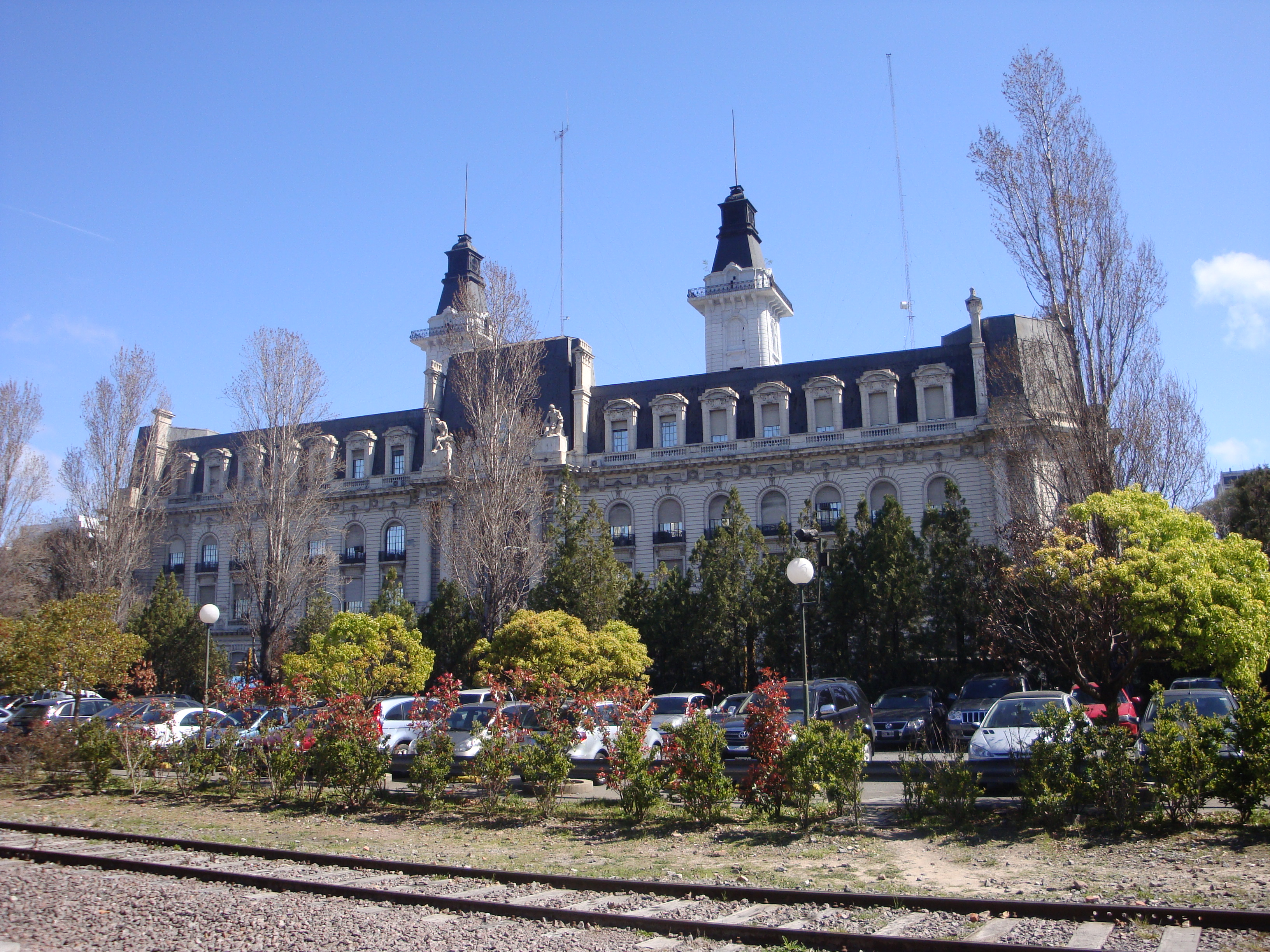
Edificio de la Aduana visto desde la Avenida Alicia Moreau de Justo

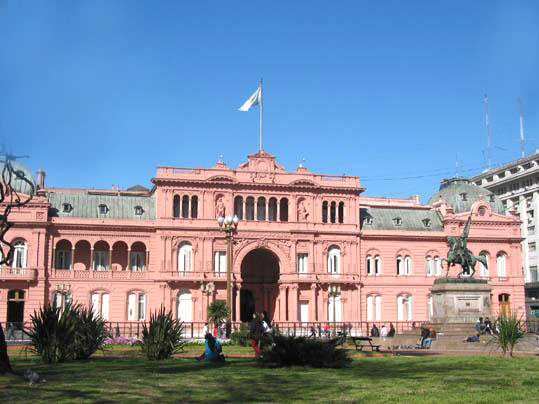
Casa Rosada

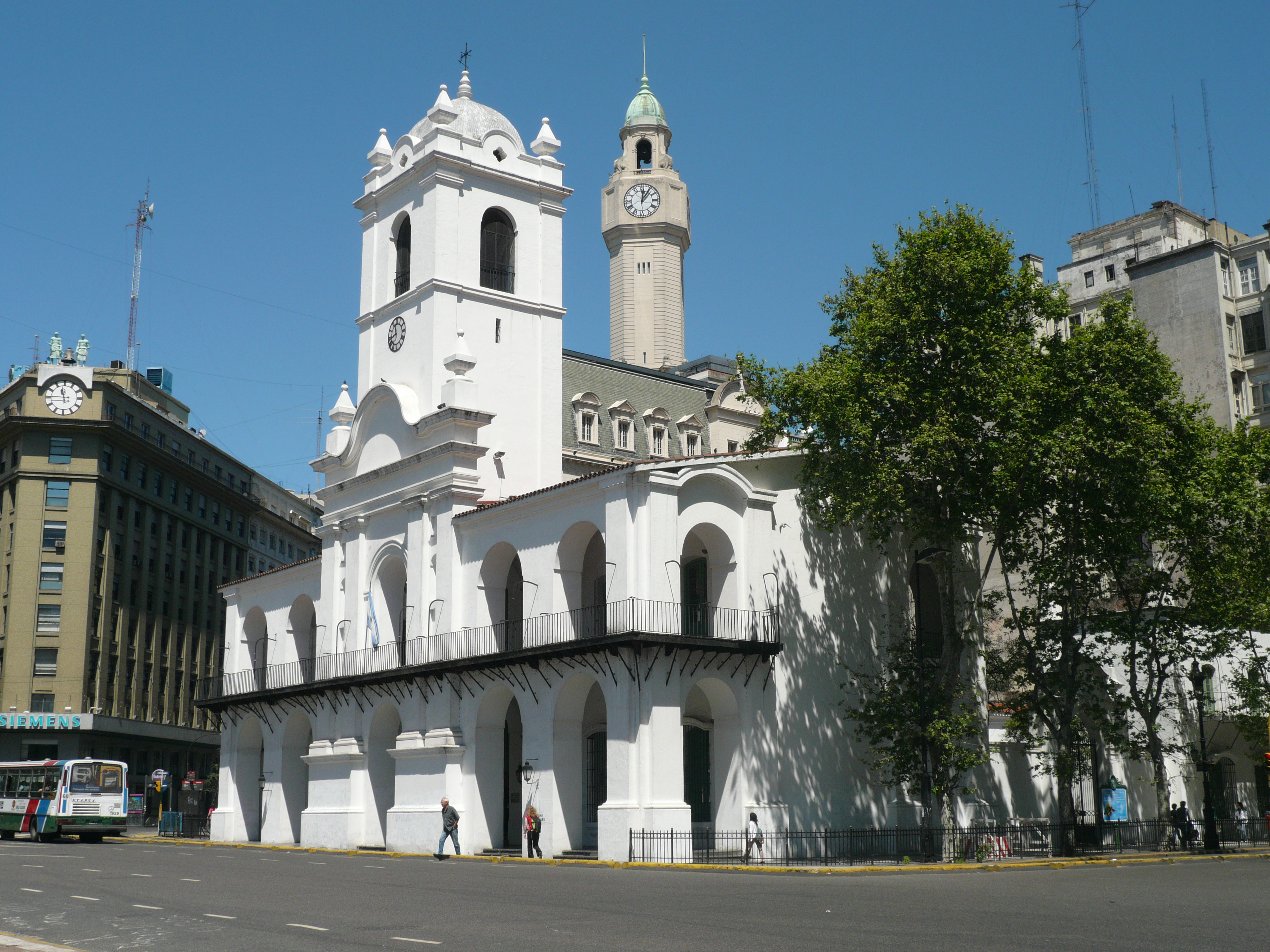
Cabildo de Buenos Aires

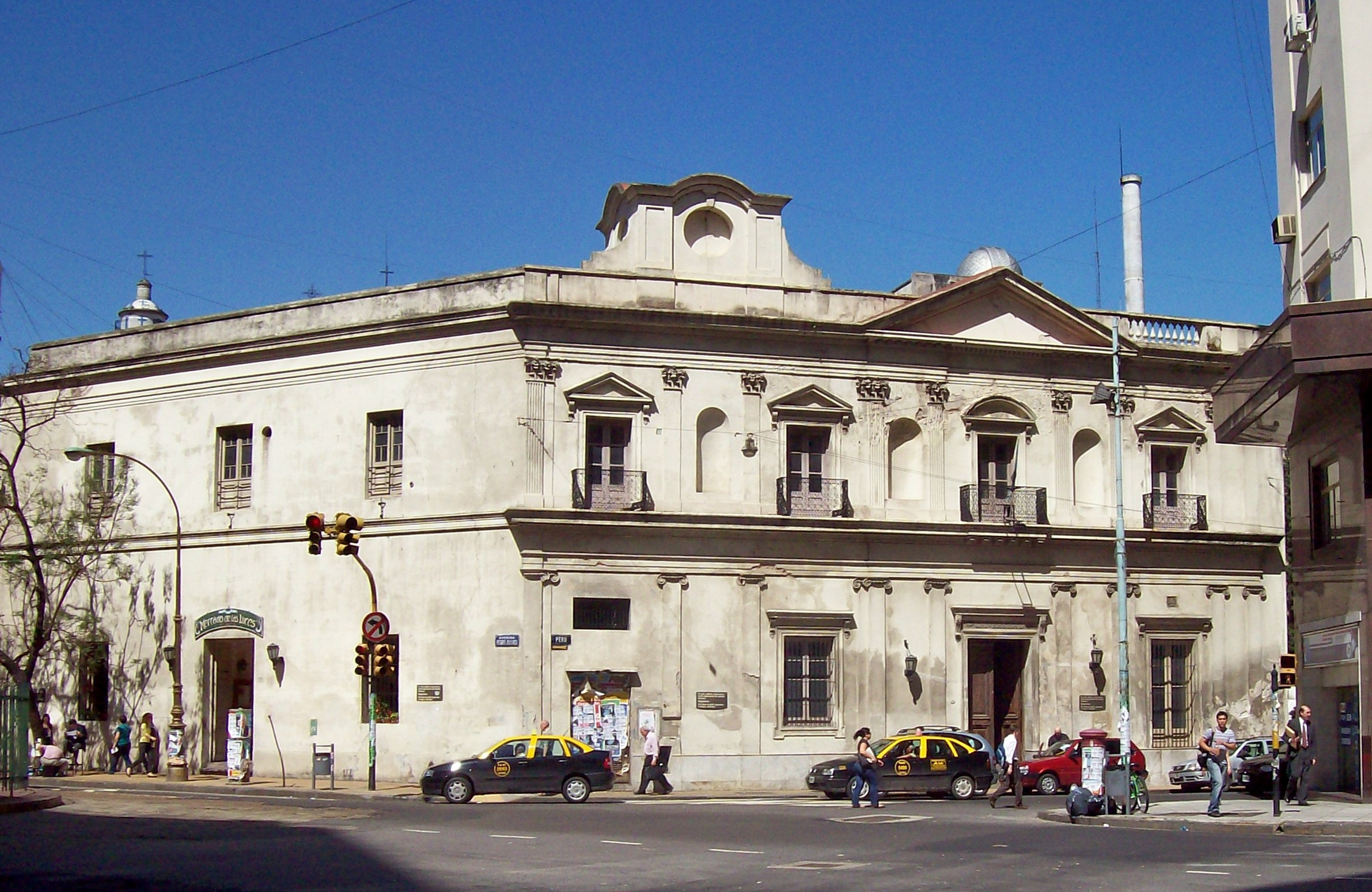
Manzana de las Luces esquina Noroeste

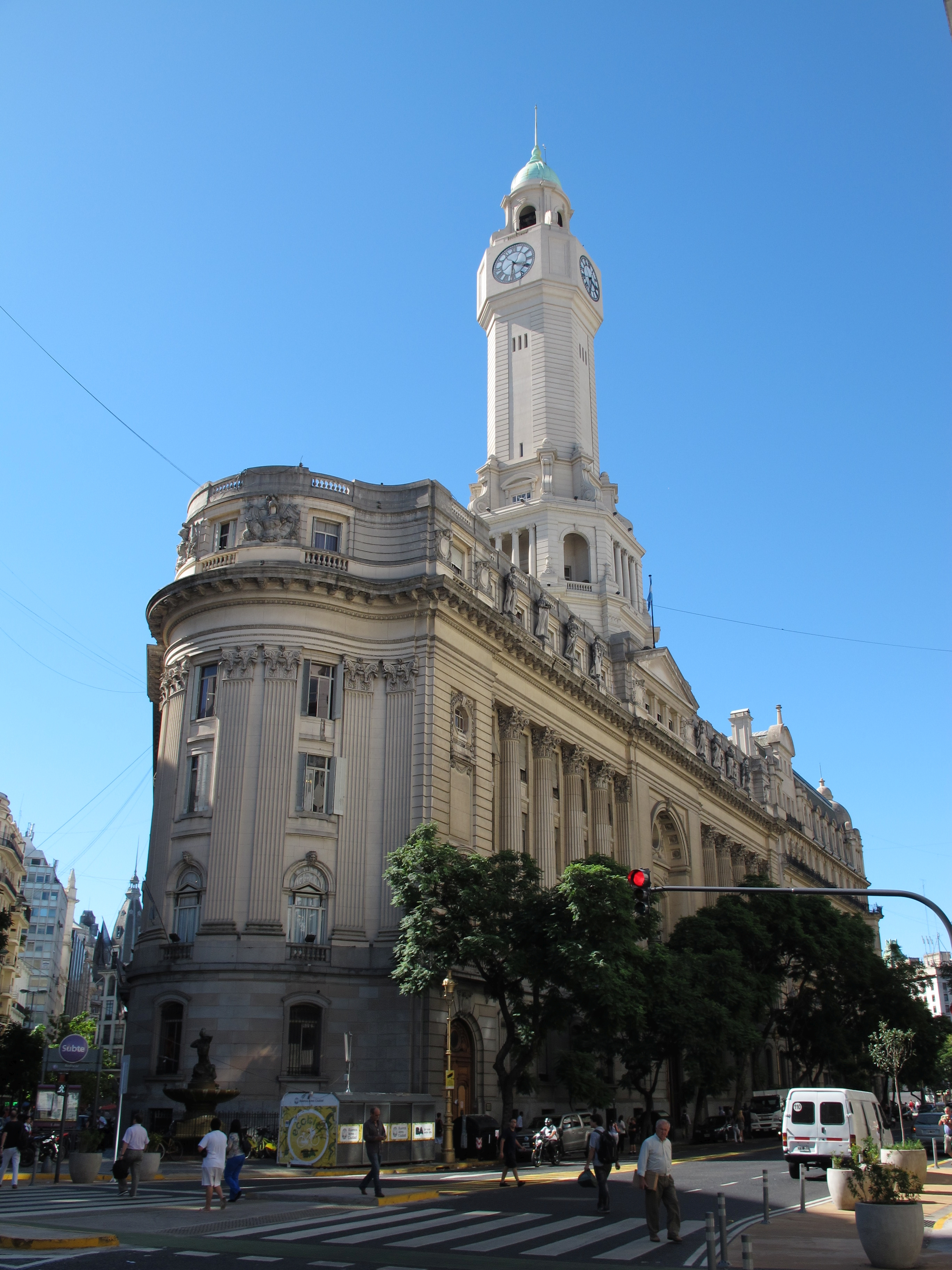
Palacio de la Legislatura

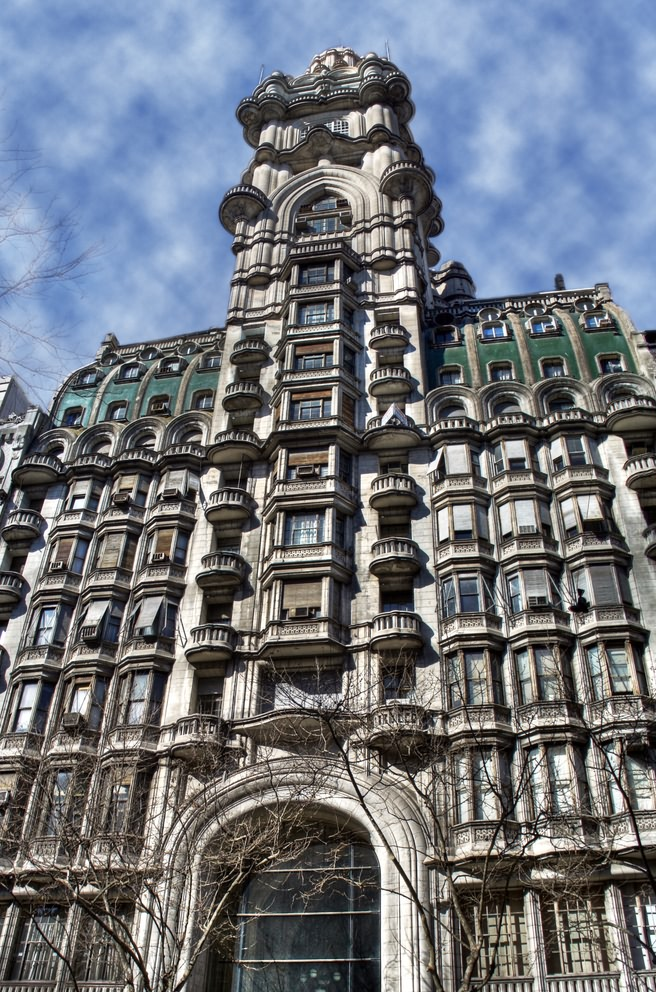
Palacio Barolo

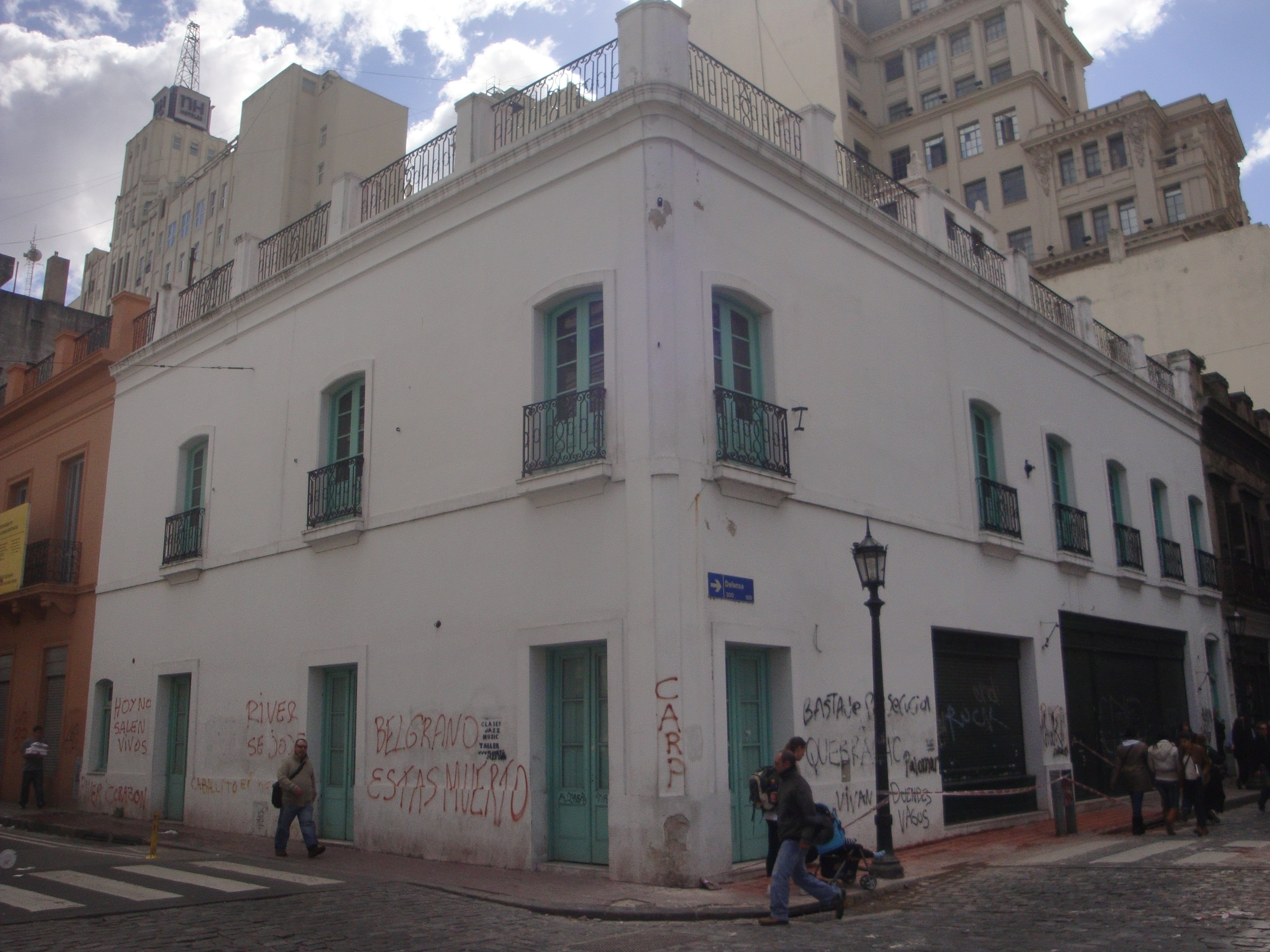
Altos de Elorriaga

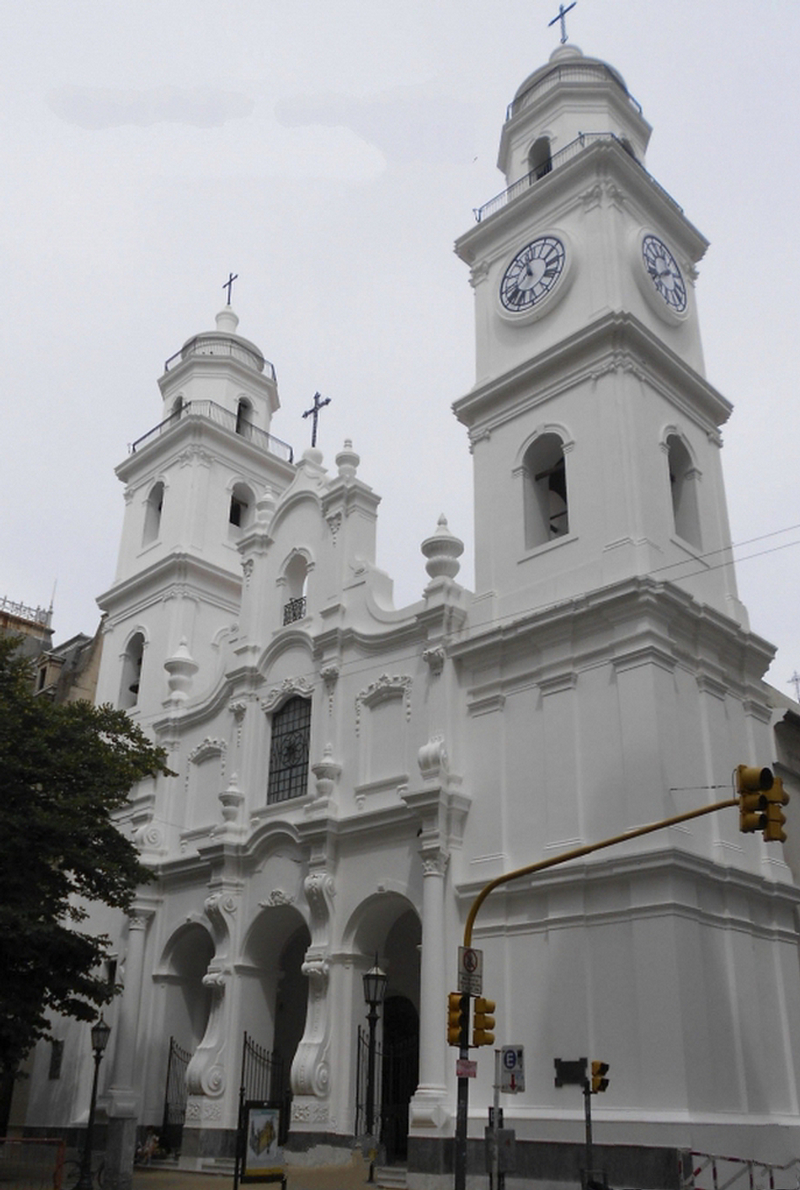
Iglesia de San Ignacio

### Museos
Museo Casa Rosada
El Museo está ubicado en los restos de dos edificios históricos: la Aduana Taylor, de 1855, y el Fuerte de Buenos Aires del siglo XVIII, en cuyo solar se levanta la Casa Rosada de fines del siglo XIX. Tiene varios miles de piezas de carácter histórico y artístico que abarcan desde el período hispánico hasta los presidentes argentinos.
Museo Nacional del Cabildo
Se exhiben cuadros, retratos, piezas y joyas del siglo XVIII, el arca fiscal de Caudales, la imprenta que fuese instalada por el virrey Vértiz en la Casa de Niños Expósitos y la lámina de Oruro obsequiada al Cabildo en ocasión de la victoria de 1807 frente a los ingleses (Invasiones inglesas). En el patio puede observarse una cisterna de estilo barroco americano de 1835.
Museo etnográfico Juan B. Ambrosetti
Reúne objetos de sociedades de todo el mundo, divididos en colecciones: arqueológica, etnográfica y biológica.
Buenos Aires Museo
Inaugurado en 1968, está formado por la unión de cuatro edificios urbanos de gran valor artístico e histórico. 
Museo Nacional de la Historia del Traje
Tiene una muy diversa colección. Ilustra las modas, usos y costumbres desde fines del siglo XVIII hasta nuestros días. Cuenta con más de 9.000 piezas
Museo de Minerales
El Museo de Minerales – MUMIN - es el espacio de divulgación científica del SEGEMAR (Servicio Geológico Minero Argentino).
Museo del Antiguo Congreso Nacional
En este edificio sesionaron las cámaras de Diputados y Senadores desde 1864 hasta 1905. Su exterior fue reformado pero en el interior se conservan el estrado y mobiliario originales, el decorado de las galerías, y las antiguas lámparas de caireles.
Casa Fernández Blanco
Recorre la vida cotidiana de fines del siglo XIX y principios del XX, cuando la zona cercana a la Avenida de Mayo era el centro de la vida social de los porteños. Se exhiben la colección de platería, arte argentino y porcelanas y una excelente muestra de indumentaria y accesorios de moda.
Museo Franciscano Fray José María Bottaro
Contiene piezas de alta calidad artística y de gran valor histórico que documentan el arte y la cultura Franciscana a través de los siglos.

### Plazas
Plaza de Mayo
Está rodeada por las calles Hipólito Yrigoyen, Balcarce, Avenida Rivadavia y Bolívar. Nacen desde su lado oeste tres importantes avenidas: Presidente Julio A. Roca, Presidente Roque Sáenz Peña y Avenida de Mayo. En su entorno se encuentran varios de los principales monumentos y puntos de interés: el Cabildo histórico, la Casa Rosada, la Catedral Metropolitana, el edificio del Gobierno de la Ciudad de Buenos Aires, la casa central del Banco Nación y la casa central de la AFIP.
Plaza del Congreso
Es parte de un conjunto de tres plazas, cuya construcción fue una creación urbanística a raíz de los festejos del centenario de la Revolución de Mayo, y respondía al pensamiento higienista de fines del siglo XIX que acertadamente buscaba lugares ventilados y asoleados en las grandes ciudades.

### Edificios y arquitectura
Casa Rosada
Es la sede del Poder Ejecutivo de la República Argentina. Dentro de la misma se encuentra el despacho del presidente de la Nación Argentina. Su color característico es rosado y es considerado uno de los edificios más emblemáticos de Buenos Aires. Alberga además el Museo de la Casa de Gobierno. En 1942 fue declarada Monumento Histórico Nacional.
Manzana de las Luces
Es una manzana histórica de Buenos Aires que se encuentra rodeada por las calles Bolívar, Moreno, Alsina, Avenida Julio A. Roca (Diagonal Sur) y Perú. En ella están ubicados el Colegio Nacional de Buenos Aires, la Iglesia de San Ignacio, el antiguo edificio de la Universidad de Buenos Aires y otros edificios históricos. 
Cabildo de Buenos Aires
En el edificio funcionó el Cabildo de la Ciudad de la Santísima Trinidad y Puerto de Nuestra Señora del Buen Ayre, una institución que inicialmente fue un cabildo colonial fundado por Juan de Garay en 1580 cuando la segunda fundación de la ciudad de Buenos Aires y que luego de la Revolución de Mayo de 1810 se transformó en una Junta de Gobierno que funcionó hasta su disolución en 1821. La torre, elemento característico en los ayuntamientos medievales, se incorporó definitivamente en 1765.
Palacio de la Legislatura
También conocido como palacio Ayerza es uno de los edificios más grandes y llamativos de la Ciudad de Buenos Aires. La torre es única hasta ahora en la edificación de Buenos Aires y de todo el país.
Palacio Barolo
Es un edificio de oficinas ubicado sobre la Avenida de Mayo. Fue inaugurado en 1923. Hasta los años 1930 fue el más alto de la ciudad y de América del Sur al igual que su hermano 'gemelo' el Palacio Salvo, construido por el mismo arquitecto en Montevideo. En 1997 fue declarado Monumento Histórico Nacional. Incluye numerosas analogías y referencias a la Divina Comedia, del poeta Dante Alighieri. Fue pionero en el uso de hormigón armado dentro de un peculiar estilo ecléctico. En la cúspide posee un faro con 300 000 bujías. Tiene 100 metros de altura, ocupa una superficie de 1365 metros cuadrados y su frente es de 30,88 metros
Colegio Nacional de Buenos Aires
Es el establecimiento educativo secundario más antiguo de la ciudad de Buenos Aires, fundado en la época colonial por los primeros jesuitas en acuerdo con la administración española como Colegio de San Ignacio.
Altos de Elorriaga
La casa es una de las pocas que aún persisten en Buenos Aires sin ochava; fue una de las primeras construidas en el período poscolonial. 

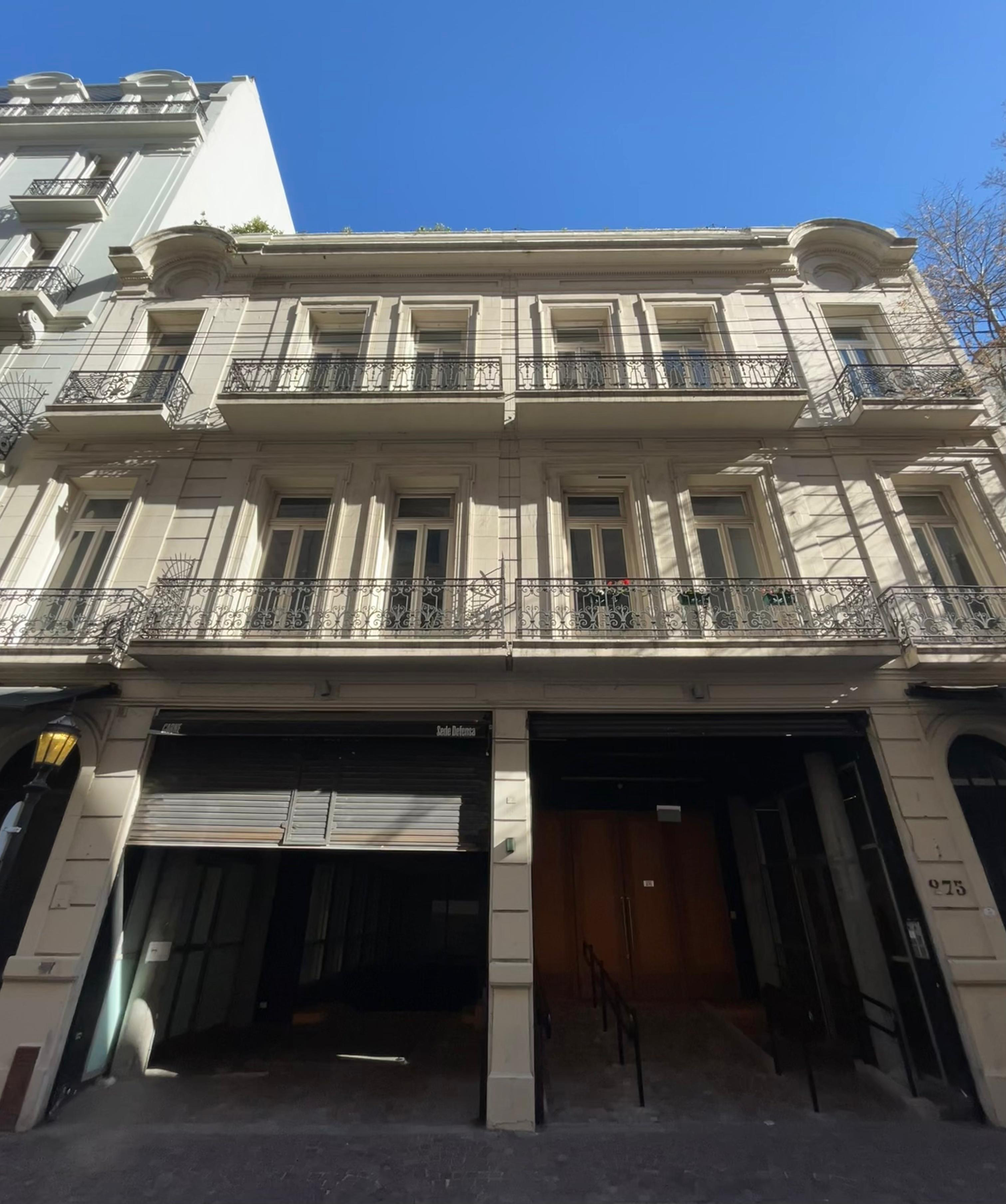
Palacio Torres Agüero
Antigua residencia familiar construida en 1914 por la familia Torres Agüero, de estilo arquitectónico ecléctico. Destacada por su patrimonio histórico, fue elegida para ser sede de la exposición Casa FOA en 2010, en conmemoración al Bicentenario de la Revolución de Mayo.
Casa del Virrey Liniers
Es una de las viviendas más antiguas aún en pie en Buenos Aires. Es un Monumento Histórico Nacional y se encuentra catalogado por el Gobierno de la Ciudad con nivel de Protección Estructural.
Farmacia La Estrella
Es una de las farmacias más antiguas y conserva sus muebles y murales originales.
Edificio Otto Wulff
Es un singular edificio, de estilo Jugendstil,forma parte del Catálogo de Edificios de Valor Patrimonial de la ciudad y es una de las pocas construcciones realizadas en ese año en hormigón armado.
Palacio Dassen
El edificio posee una imponente lucerna ubicada sobre el hall central del primer piso. La utilización de paños de ladrillos de vidrio en todas las losas, inclusive la del sótano, permiten la llegada de luz natural tamizada a través de todos los pisos. El antiguo observatorio astronómico, al que se accede por una escalera de 365 peldaños, posee una gran riqueza arquitectónica que remata un conjunto de notable eclecticismo.
Teatro Avenida
Inaugurado en 1908, ha sido tradicional sede de compañías españolas, de zarzuela, teatro y ópera.
Ex sede de la Biblioteca Nacional
La construcción de estilo Beaux-Arts fue obra del arquitecto italiano Carlos Morra.
Ex Casa de la Moneda
Declarado Monumento Histórico Nacional, presenta una planta simétrica que converge en un patio. Aquí funcionaron el Hospital del Rey, el Cuartel de la Partida Celadora y el Cuerpo de Leones de Policía.
Aduana de Buenos Aires
El edificio es de estilo academicista francés. El elemento más destacado es su absoluta simetría. Ocupa toda la manzana, y posee dos torres gemelas que se pueden ver incluso a bastante distancia. Otro elemento decorativo representativo son las molduras que representan el escudo de la República Argentina ubicadas sobre la inscripción "ADUANA" en las fachadas principales. 
Railway Building
Es un edificio proyectado en 1907 y construido entre ese mismo año y 1910, en Buenos Aires siendo considerado como el primer "rascacielos" (para la época) de dicha urbe y de toda América Latina.
Edificio La Inmobiliaria
El Edificio La Inmobiliaria (antes conocido como Palacio Heinlein) es un edificio de estilo neo-renacentista inaugurado en 1910. El estilo ecléctico del edificio se caracteriza como neo-renacentista italiano, y su fachada posee simetría axial total, remarcada por sus dos cúpulas rematando las ochavas. Las mismas se encuentran en las esquinas de la Avenida de Mayo, son de hierro y zinc, de color rojizo y con miradores.

### Avenidas y Pasajes
Avenida de Mayo
Fue el primer bulevar que tuvo Buenos Aires y la columna vertebral del centro histórico y cívico. Nació opulenta y majestuosa y se transformó con el tiempo en símbolo de las relaciones argentino–españolas, y en escenario de todas las manifestaciones sociales porteñas. Fue la primera avenida de la República y de toda Sudamérica.
Pasaje Belgrano
El edificio se destaca en su única fachada sobreviviente por el geométrico pero sobrio estilo art decó que le imprimió Virasoro en 1923. Los edificios eran originalmente de estilo italianizante, aspecto que se mantuvo en los frentes que miran hacia el pasaje interno, ya que solo se "modernizó" la fachada hacia el exterior.
Pasaje Roverano
Es un edificio y galería comercial en la Avenida de Mayo, junto al Cabildo. Mantiene un bien conservado ambiente de época que incluye una clásica peluquería y barbería que se mantiene intacta desde mediados del siglo XX.

### Cultura
La Botica del Ángel
Es un espacio artístico creado en 1966, por el que pasaron y se iniciaron figuras del medio artístico argentino de relevancia nacional e internacional. Hoy integra los sitios de interés cultural de la ciudad de Buenos Aires como ámbito especializado en los años sesenta, poseyendo 33 ambientes con diversos escenarios.

### Templos
Iglesia de San Ignacio
Es la iglesia más antigua que se conserva en Buenos Aires, y forma parte de la Manzana de las Luces. El 21 de mayo de 1942 fue declarada Monumento Histórico Nacional.
Convento de Santo Domingo (Buenos Aires)
La Basílica de Nuestra Señora del Rosario posee tres naves. En el atrio se destacan las rejas de estilo colonial español, también remanente en la entrada a la iglesia, que está compuesta por tres arcos enrejados que llevan al nártex. A sus lados, dos puertas más, una bajo cada torre, llevan a las naves laterales. En cuanto al interior, sus columnas están decoradas con relieves, y la nave principal fue revestida en mármol esculpido.
Basílica de Nuestra Señora del Rosario
La construcción del templo actual comenzó en 1751, pero se completó recién hacia fines del siglo. La torre oeste fue añadida en 1856. A comienzos del siglo XX se erigió en el atrio el mausoleo del General Manuel Belgrano. En esta iglesia se refugiaron los soldados ingleses durante la invasión de 1807, y en su interior se conservan las banderas arrebatadas a las fuerzas agresoras.
Basílica de San Francisco
La Basílica posee, gracias a la remodelación de 1911, fachadas muy elaboradas, particularmente la principal. En el centro se encuentra un conjunto escultórico donde San Francisco de Asís es rodeado por Dante Alighieri, Giotto y Cristóbal Colón.

## Escudo del barrio
En 1989 la Municipalidad de Buenos Aires llamó a concurso para que cada barrio confeccionara un escudo a fin de su identificación. Para Montserrat se eligió a la artista María Julia Marín.
Descripción: 
- Una paloma blanca que es la presente en el escudo de la ciudad desde la segunda mitad del siglo XVII. Tiene sus alas abiertas en actitud de abrazo. Representa al Espíritu Santo que contiene a la Santísima Trinidad (nombre este que es el que Don Juan de Garay le dio a la ciudad al fundarla).
- Un altar Mayor, símbolo del templo de Nuestra Señora de Montserrat, que dio origen al barrio..
- Una plaza y un árbol añoso, representando la larga vida del lugar.
- Un toro, que recuerda una rudimentaria plaza de toros del lugar.
- Dos gallos de riña, que fue el entretenimiento usual en el barrio.
- Un tambor, símbolo de los muchos hombres de raza negra que habitaron el lugar. En Montserrat existió el "Barrio del Mondongo", donde se concentraban sus viviendas.